# Pnevmatski motor
Pnevmatski motor ali motor na stisnjen zrak je stroj, ki pretvori energijo stisnjenega zraka v mehansko delo. Obstajata dva glavna tipa:
- Linearni, ki ima po navadi bat
- Rotirajoči, ki ima turbino, lahko tudi bat

Pnevmatski motorji različnih oblik obstajajo zadnjih 200 let. Nekateri so manjši, drugi imajo moč več sto konjskih moči.
Sposobnosti pnevmatskega motorja se da povečati s segrevanjem zraka, pred vstopom v motor. 

## Primeri uporabe pnevmatskih motorjev
- Pnevmatski udarni izvijač
- Shranjevanje energije s stisnjenim zrakom
- Avtomobil na stisnjen zrak
- Pnevmatski zaganjalnik, za zagon turbofan in velikih ladijskih motorjev
- Zobozdravniški vrtalnik
- Pnevmatsko udarno kladivo